# دوشاری گوگ
دوشاری گوگ (به لاتین: Dopshari Gewog) یک منطقهٔ مسکونی در بوتان است که در استان پارو واقع شده‌است.